# Ypsolopha vintrella
Ypsolopha vintrella là một loài bướm đêm thuộc họ Ypsolophidae. Nó được tìm thấy ở Hoa Kỳ, bao gồm Arizona và California.
Sải cánh dài khoảng 17–22 mm.